# Sjungberget
Sjungberget (samiska: Jojkama) är en ort i Gällivare kommun, Norrbottens län. Ortens förste gårdsbrukare var Ivar Nilsson, som erhöll beslut 1829. I augusti 2016 fanns det enligt Ratsit fem personer över 16 år registrerade med Sjungberget som adress.